# Antoine Tudal
Antoine Tudal (* 28. März 1931 in Warschau; † 2010) war ein französischer Drehbuchautor und Schauspieler, der einmal für einen Oscar nominiert war.

## Leben
Tudal begann seine Karriere in der Filmwirtschaft 1951 als Autor des Drehbuchs zu dem von Alfred Chaumel inszenierten Dokumentarfilms Im Namen des Kreuzes (En ce temps-là…), in dem die Geschichte des Alten und des Neuen Testaments seit Abraham anhand von Gemälden und Skulpturen erzählt wird. Er war bis 1982 an der Herstellung von dreizehn weiteren Filmen und Fernsehserien beteiligt.
Daneben begann er gegen Ende der 1950er Jahre auch zeitweilig als Schauspieler in Nebenrollen zu arbeiten und gab sein Debüt 1958 in der unter der Regie von Jacques Becker entstandenen Filmbiografie Montparnasse 19 (Les Amants de Montparnasse) über Amedeo Modigliani mit Gérard Philipe, Lilli Palmer und Lea Padovani. Tudal wirkte bis 1986 in sechs weiteren Filmen als Darsteller mit.
Bei der Oscarverleihung 1964 war Tudal zusammen mit Serge Bourguignon für den Oscar für das beste adaptierte Drehbuch nominiert, und zwar in dem von Bourgignon inszenierten Filmdrama Sonntage mit Sybill (Les Dimanches de Ville d’Avray, 1962) mit Hardy Krüger, Nicole Courcel und Patricia Gozzi.
1994 entstand unter seiner Mitregie die Videodokumentation De Serge Gainsbourg à Gainsbarre de 1958 - 1991 über den französischen Chansonnier, Filmschauspieler, Komponist und Schriftsteller Serge Gainsbourg. Daneben veröffentlichte Tudal zahlreiche Gedichtbände, Theaterstücke und Romane.

## Filmografie (Auswahl)
D = Drehbuch, S = Schauspieler:
- 1958: Montparnasse 19 (Les amants de Montparnasse), S
- 1958: Sonntagsfreunde (Les compains du dimanche), D
- 1958: Der Zauberdrachen (Cerf-volant du bout du monde), D
- 1958: Disteln des Bărăgan (Ciulinii Bărăganului), D
- 1962: Sonntage mit Sybill (Les Dimanches de Ville d’Avray), D, S
- 1967: Les Chevaliers du ciel, Fernsehserie, D
- 1967: Wenn ich ein Spion wäre (Si j’étais un espion), D
- 1969: Thibaud, der weisse Ritter (Thibaud), D
- 1969: Donaug’schichten, Fernsehserie, D
- 1971: Graf Luckner (Les Aventures du capitaine Lückner), Fernsehserie, D
- 1972: Les oiseaux sur la branche, D
- 1984: Unter Frauen (Vive les femmes!), S

## Veröffentlichungen

### Bühnenwerke
- La Cantatrice assassinée (1959)
- Le Jeu de la glace et de la porte (1962)
- Les Bouquinistes (1964)
- La Peau de l'amour (1974)
- Le Feu sous la braise (1976)
- Le Masque et la Rose (1977)
- Simagrées (1985)
- L’Ile du Poulailler (1985)
- L’Extraordinaire Voyage de Jules Verne (1987)

### Romane, Gedichtbände
- Souspente, 1945
- Tempo, 1955
- Nicolas de Staël, 1958
- Le Nyctalope, Roman, 1962
- Des astres, des toiles, poèmes et encrures, 2002
- Nicolas de Staël dans son atelier, 2003